# جورج لاورنس
جورج لاورنس (انگلیسی: George Laurence؛ زاده ۲۱ ژانویه ۱۹۰۵ درگذشته ۶ نوامبر ۱۹۸۷) یک دانشمند در زمینه فیزیک هسته‌ای اهل کانادایی‌ها بود.